# Le Mariage à la mode
Le Mariage à la mode est un roman autobiographique de Michel Mardore, édité chez Denoël en 1970, adapté au cinéma en 1973.

## Résumé
Ariel et Jean-Michel vivent ensemble. Ils sont jeunes, ils sont beaux, ils n'ont pas d'argent. Ils pourraient être heureux ainsi. Mais les tentations des « autres » les agressent. Et leurs idées reçues également: on leur raconte qu'un couple moderne, de nos jours, ne peut durer plus de trois ans.
Ariel et Jean-Michel tentent de résister à un monde bête et méchant avec les seules armes dont ils disposent : l'érotisme, l'humour, la désinvolture.
Un jour, las de batailler dans des aventures cocasses ou scabreuses, ils créent une philosophie d'une générosité idéale, où la femme pour la première fois peut réaliser son rêve de l'amour unique, tout en bénéficiant d'une liberté absolue. C'est, l'espace d'une saison, l'expérience d'une nouvelle morale du couple.